# Museo Nacional de Arte Moderno (Francia)
El Museo Nacional de Arte Moderno (en francés, Musée National d’Art Moderne), ideado por el gobierno francés en 1934, tiene su sede desde 1977 en el Centro Nacional de Arte y Cultura Georges Pompidou, en el IV Distrito de París, y está dedicado al arte moderno y contemporáneo, de los siglos XX y XXI. 
Ocupa dos plantas, la 4ª dedicada al arte contemporáneo y la 5ª al arte moderno. 
La colección consta de más de 100 000 obras, de las que sólo se expone una parte.
En lo relativo al arte contemporáneo, las obras se exponen por rotación y la selección se revisa cada dos años.
También se realizan exposiciones temporales. 
Se trata de una de las colecciones de arte moderno y contemporáneo más importantes del mundo junto con el Museum of Modern Art (MoMA) de Nueva York y la Tate Modern de Londres. Entre los artistas representados están: Picasso, Joan Miró, Brancusi, Modigliani, Matisse, Francis Bacon y Jean Dubuffet, entre otros muchos. 